# Susanne Vogel (Schauspielerin)
Susanne Vogel (* 25. Februar 1971 in Wermelskirchen) ist eine deutsche Schauspielerin und Fernsehmoderatorin.

## Leben
Von 1997 bis 2002 spielte sie in der Serie Marienhof die Nebenrolle der "Susanne". Weitere TV-Rollen übernahm sie in SOKO 5113 (in der Rolle einer Volontärin, 1998) und im ProSieben-Krimi Der Mörder in meiner Nähe (Nebenrolle, 2000).
Nachdem Susanne Vogel 2002 für sport1.de die Fußball-WM und -Bundesliga moderierte, wechselte sie für die Jahre 2003–2004 zum DSF. Im Jahr 2005 übernahm sie in der ARD Living-History Abenteuer 1927 – Sommerfrische die Hauptrolle der Gutsherrin, in der sie das Gutshaus Belitz unter den Bedingungen von 1927 sieben Wochen zu führen hatte. Neben ihrer Fernseharbeit moderiert Susanne Vogel für Automobilkonzerne und andere Unternehmen Veranstaltungen und Messen.